# Mila Born

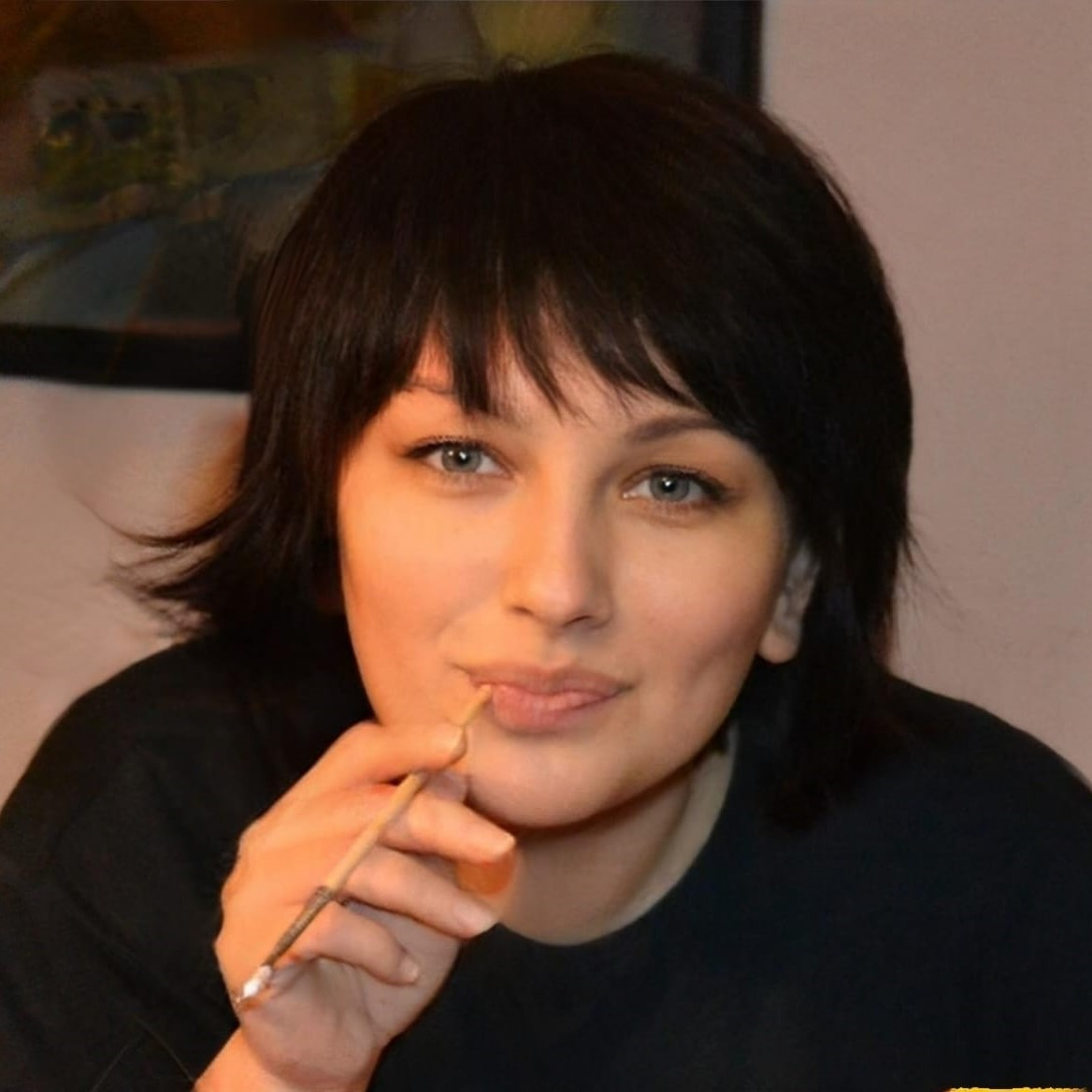
Mila Born (2011)

Mila Born (geboren 1972) ist eine russischsprachige Schriftstellerin, Lyrikerin und Drehbuchautorin mit Wohnsitz in Deutschland. Sie ist Mitglied des Schriftstellerverbands des 21. Jahrhunderts (Союз писателей XXI века) und veröffentlicht seit vielen Jahren Prosa, Lyrik und Drehbücher in russischsprachigen sowie internationalen Literaturzeitschriften. Ihr Werk wurde mehrfach für Literaturpreise nominiert und ausgezeichnet.

## Leben und Ausbildung
Born lebt seit 2010 in Deutschland. Sie absolvierte das Maxim-Gorki-Literaturinstitut sowie das Staatliche Allrussische Gerassimow-Institut für Kinematographie (VGIK). Neben ihrer schriftstellerischen Tätigkeit beteiligte sie sich an verschiedenen internationalen Literatur- und Verlagsprojekten.

## Werk
Ihre Gedichte und Kurzgeschichten wurden in zahlreichen Literaturzeitschriften veröffentlicht, darunter:
NovayaYunost, Volga, Zinziver, Emigrant’s Lyre, Etazhi, Polutona,
Literratura, Periskop-Volga, Artikulyatsiya, Vtornik, Berlin.Berega, 4th Wave Fourleaf Literature Factory Litoscope Litoboz Reading Hall und andere.
Mitautorin der Anthologie der russischen Literatur des 21. Jahrhunderts (Verlag „Periskop-Volga“).
Bücher
- Die Hungerinsel (Голодный остров, 2020)[16][17]
- Die Kinder von Hameln (Дети Гамельна, 2022)[18]
- Memory postum (2024)[19][20][21][22]
- Ein Mann aus Texten (Almanach) (Человек, сделанный из текста)[23]
- Die Hungerinsel: Chronicles (Голодный остров. Хроники, 2025)

## Auszeichnungen
Borns Arbeiten wurden für mehrere Literaturpreise nominiert und standen auf deren Long- und Shortlists, darunter:
- Emigrant's Lyre (Эмигрантская лира)[24][25]
- Russischer Hoffmann (Русский Гофман)
- Antonovka-Konkurs – 1. Platz in Prosa für "Fool" und Sonderpreis der Poetry Library.[26]
- 2021 wurde Mila Born als Laureatin der Zinziver-Literaturpreise ausgezeichnet.[27]
- MyPrize
- VII Internationales Festival der Video-Poesie „Videosthiya“-2024 Specialdiplom “To be remembered” – “Immortality” (M. Born)[28]

2021 wurde sie als “Best Prose Writer of the Year” vom Literaturmagazine Zinziver ausgezeichnet.
Sie erhielt 2019 ein Diplom beim 39. Internationalen VGIK-Filmfestival in der Kategorie „Drehbuch für einen Spielfilm“.